# André Debry
Pour les articles homonymes, voir Debry.
André Debry, né le 15 juin 1898 à Villers-Bocage et mort le 31 août 2005 à Argenton-sur-Creuse, était l'un des derniers « poilus » de la Première Guerre mondiale.

## Biographie
André Léon Alphonse Debry est le fils de Jean Baptiste Marie Debry, un instituteur adjoint de 24 ans et de son épouse Marie Léonie Devaux, 28 ans, institutrice.
André Debry a été mobilisé en 17 avril 1917 et a choisi l'artillerie.
Il rencontre Marguerite Céline Pingand peu après la Première Guerre mondiale et l'épouse le 12 août 1924 dans le village du Nord de la France de Rosières-en-Santerre.
Le couple a eu trois enfants, Daniel, décédé à 84 ans, Sylviane décédée à 18 ans et Michel, vivant.[réf. nécessaire]
Ils ont également eu quatre petits-enfants et six arrière-petits-enfants.
Instituteur, puis professeur de mathématiques, devenu principal de collège à Bellac (Haute-Vienne), André Debry a pris sa retraite en 1957.
Son épouse Marguerite est décédée quatre mois après lui, en janvier 2006, âgée de 102 ans.

### Records de longévité
André Debry, 107 ans, avait fêté le 12 avril 2005, avec sa femme Marguerite, âgée de 100 ans, leur 81e anniversaire de mariage. En revendiquant 207 ans à eux deux, les époux Debry avaient alors battu les Américains Herbert et Magda Brown, 205 ans à eux deux et 74 ans de vie commune, qui avaient été déclarés en juin 2004 « plus vieux couple marié au monde » en vie, par le Livre Guinness des records.
Après la mort d’André Debry, il ne restait plus que huit « poilus », tous centenaires, sur les 8,5 millions de soldats mobilisés durant la Grande guerre. Le dernier « poilu » français officiel, Lazare Ponticelli, est mort le 12 mars 2008 à l'âge de 110 ans.

## Décoration
- Officier de la Légion d'honneur[2]